# Neuracanthus matsabdianus
Neuracanthus matsabdianus är en akantusväxtart som beskrevs av S. Bidgood och R.K. Brummitt. Neuracanthus matsabdianus ingår i släktet Neuracanthus och familjen akantusväxter. Inga underarter finns listade i Catalogue of Life.